# 康维尔990
康维尔990 Coronado是一款由康维尔研制的窄体四发动机喷气式客机，为对康维尔880进行机身加长并提高速度的改进版。比起康维尔880，康维尔990的机身加长了3（9.8英尺），使得载客量有所上升，但仍然比竞争机型波音707或道格拉斯DC-8载客少。

## 发展历程
康维尔990为应美国航空的要求而诞生，美国航空希望获得一款可以从纽约中途不停直达洛杉矶，但又要比康维尔880更大的机型，以飞行其来往东西海岸航班。康维尔在康维尔880的基础上，设计出康维尔990，并于1961年1月24日进行首次测试飞行。该机与康维尔880的一个显著不同是在机翼后缘设置了大的抗激波体，以增加临界马赫数。此外，康维尔990的发动机更换为通用电气CJ805-23涡轮风扇发动机，但与康维尔880使用的通用电气CJ805及其军用版J79涡轮喷气发动机一样，该发动机亦有严重的黑烟问题。
康维尔990A为改进型号，改善了空气动力学性能，进一步提升了巡航速度并增大了航程，使其成为除超音速客机外速度最快的客机。

## 营运历史

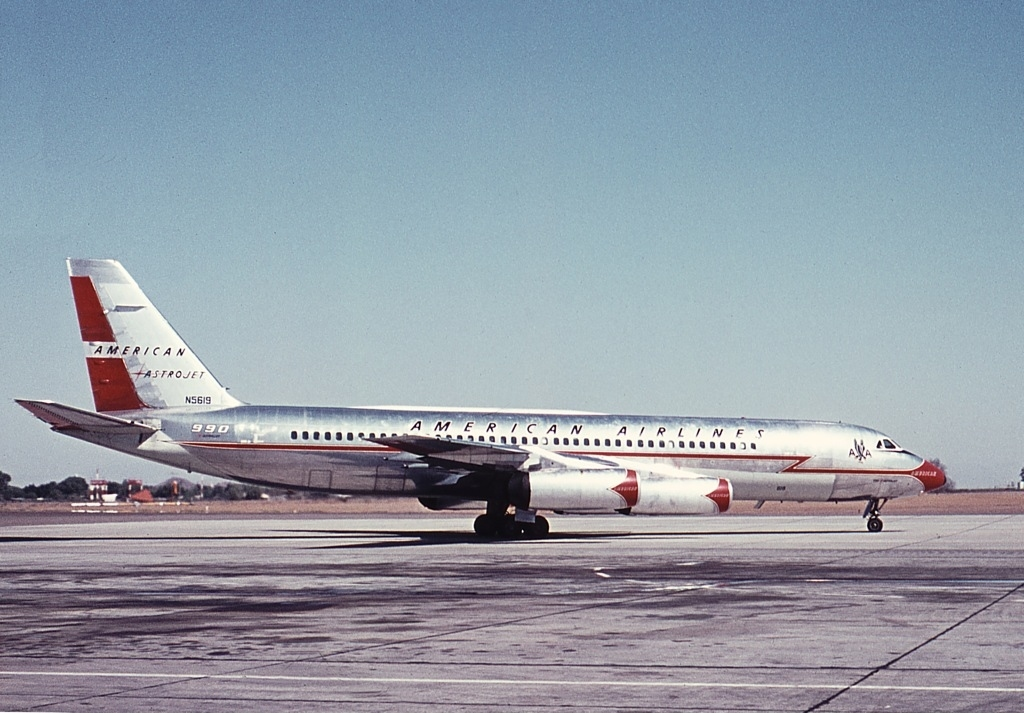
美国航空的康维尔990

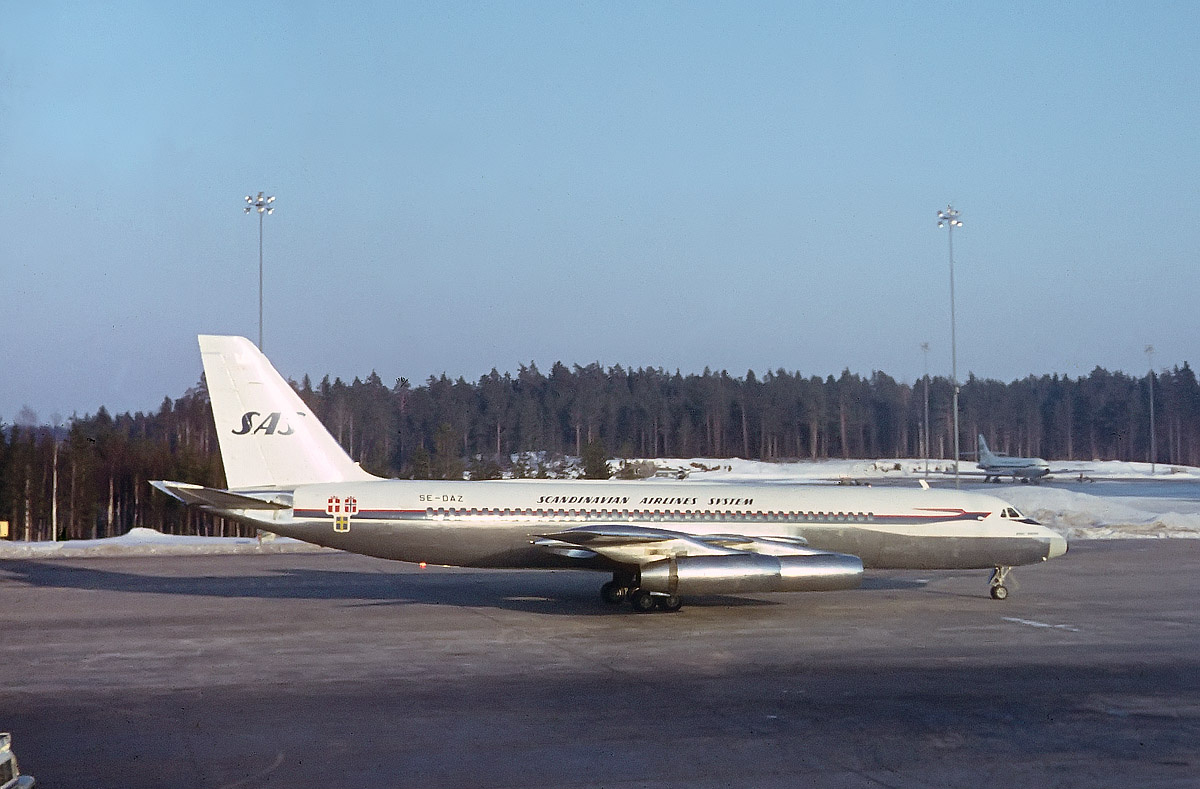
北欧航空的康维尔990

康维尔990于1962年1月8日起开始交付美国航空，但因其性能参数并未达到美国航空的要求，故订单被削减。瑞士航空于1962年初购入8架康维尔990A，用来飞行来往南美洲、西非和远东等地的远程航线，以及客流量较大的欧洲航线，并一直营运至1975年退役。北欧航空亦曾为该机型的用户，用来飞行远东航线。
康维尔990的生产只维持了两年，随着燃油效率更高的波音720及之后的波音727的面世，康维尔990的订单锐减，并于1963年关闭生产线，一共只生产了37架，连同康维尔880一起，亦只生产了102架。康维尔880和990项目在商业上的失败，导致康维尔的母公司通用動力遭受巨大亏损，并随后退出了客机研制领域。康维尔随后开始利用原生产设施为麦道DC-10等客机生产机身，并获得盈利。
从主流航空公司退役后，康维尔990主要被一些以包机为主的航空公司继续使用，至80年代退出商业运营。

## 主要营运者

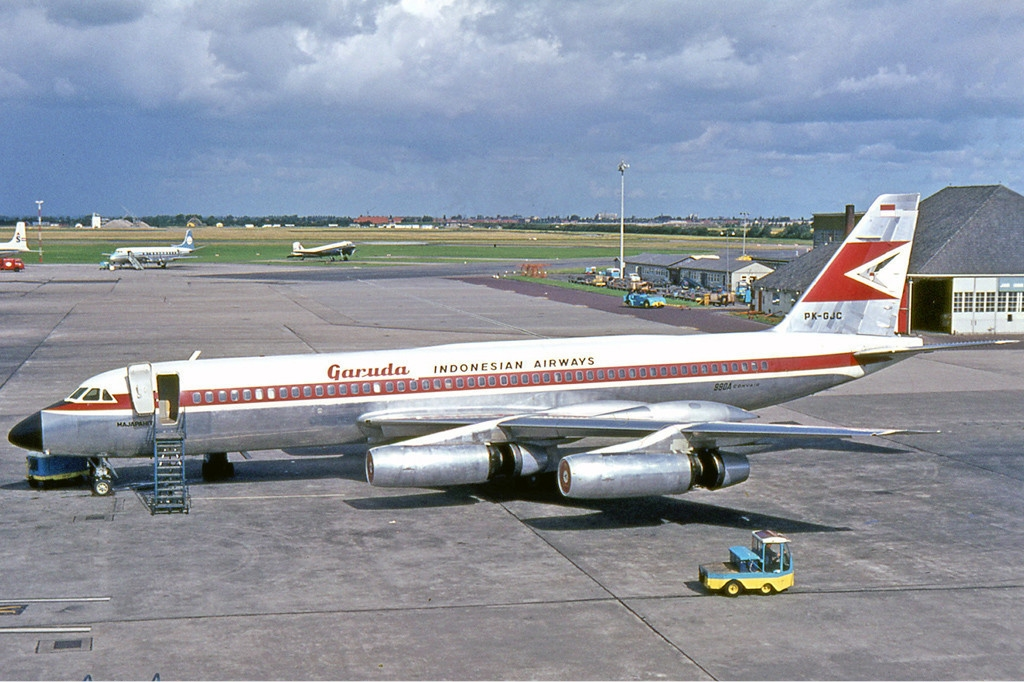
嘉鲁达印尼航空的康维尔990

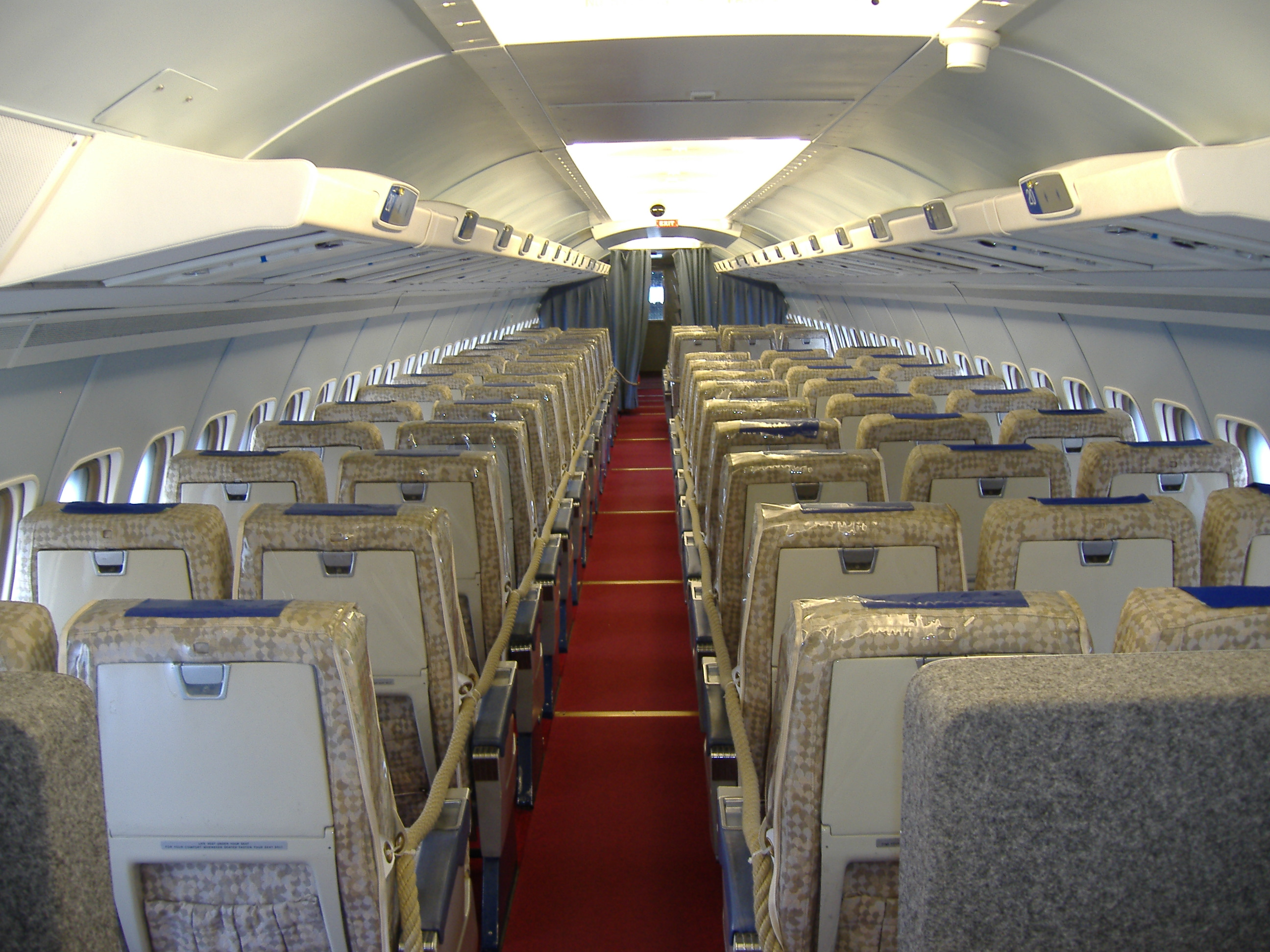
瑞士航空康维尔990的机舱内部

- 秘鲁人航空（英语：Aerolíneas Peruanas）
- 美国航空
- 嘉鲁达印尼航空
- 美国国家航空航天局
- 北欧航空
- 西班达斯航空（英语：Spantax）
- 瑞士航空
- 里约格朗德航空

## 意外事故
- 1968年5月28日，一架嘉鲁达印尼航空的康维尔990（注册编号：PK-GJA）于孟买圣塔克鲁兹机场起飞后坠毁，机上29人全部罹难[2]。

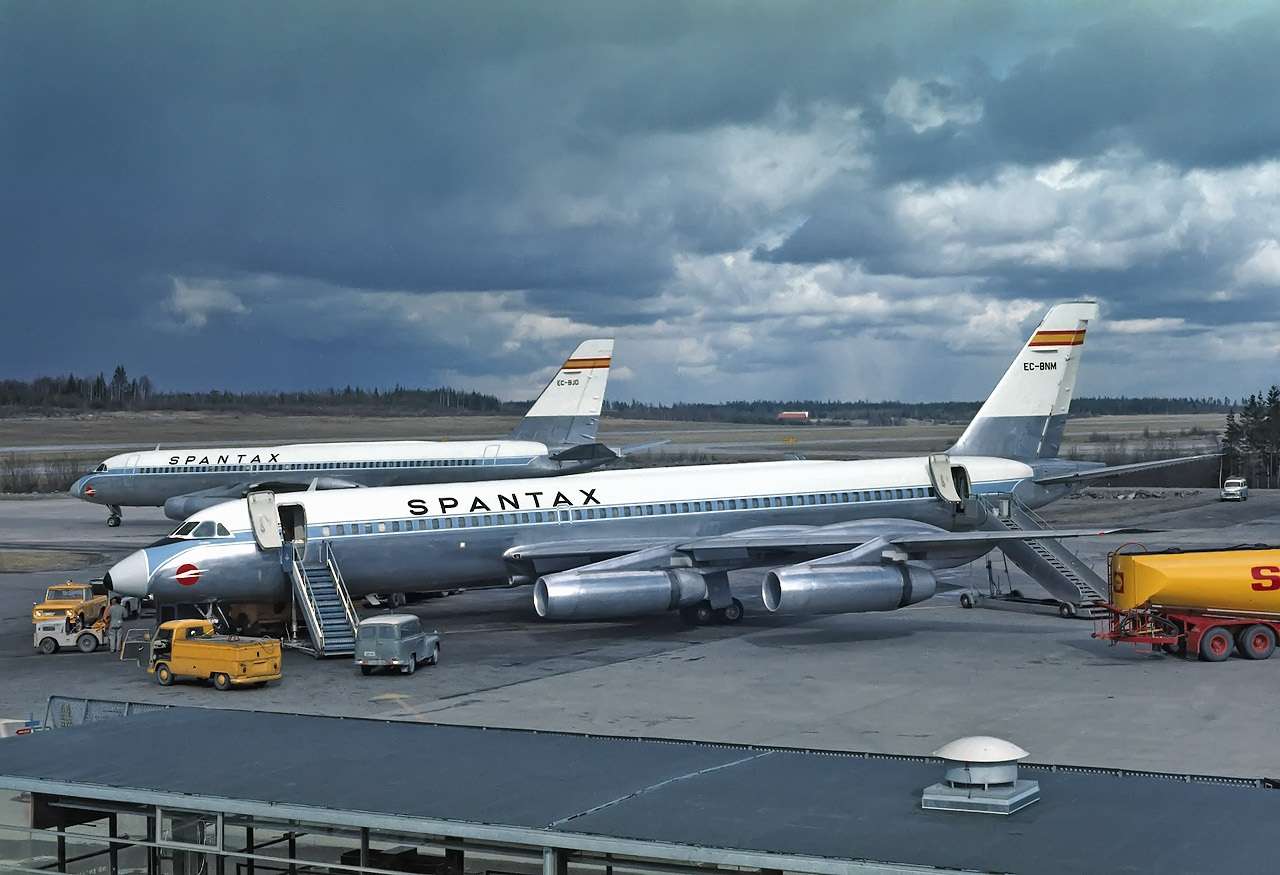
西班达斯航空EC-BNM号康维尔990，该机于1970年1月5日失事

- 1970年1月5日，一架西班达斯航空的康维尔990（注册编号：EC-BNM）于斯德哥尔摩-阿兰达机场起飞时失事，机上10人中5人遇难[3]。
- 1970年2月21日，瑞士航空330号班机因机上炸弹爆炸在瑞士维伦林根附近失事，机上47人全部死亡[4]。
- 1972年12月3日，西班达斯航空275号班机（英语：Spantax Flight 275）于特内里费洛斯罗迪欧机场起飞时失事，导致机上155人全部遇难。该事故为涉及康维尔990的死亡人数最多的一起空难[5]。
- 1973年3月5日，西班达斯航空的一架康维尔990与西班牙国家航空的一架道格拉斯DC-9在法国南特上空相撞（英语：1973 Nantes mid-air collision），康维尔990左翼受损，但事后紧急着陆成功，全员生还，但DC-9则因此坠毁，机上68人全部遇难[6]。

## 性能参数 （康维尔990A）
参考资料：Macdonald Aircraft Handbook.
基本信息
- 机组：4人
- 容量：149人

性能

## 相关机型

### 相关发展
- 康维尔880

### 类似机型
- 波音707
- 道格拉斯DC-8